# برولي (نبراسكا)
برولي (بالإنجليزية: Brule)‏ هي منطقة سكنية تقع في الولايات المتحدة في مقاطعة كيث، نبراسكا. يقدر عدد سكانها بـ 326 نسمة ومساحتها 0.80 كم2 وترتفع عن سطح البحر 1,003 متر.

## التركيبة السكانية
قام مكتب تعداد الولايات المتحدة بتحديد بيانات التركيبة السكانية لبرولي في تعداد الولايات المتحدة. في ما يلي، التركيبة السكانية حسب تعدادي 2000 و2010.

### تعداد عام 2000
بلغ عدد سكان برولي 372 نسمة بحسب تعداد عام 2000، وبلغ عدد الأسر 169 أسرة وعدد العائلات 111 عائلة مقيمة في القرية. في حين سجلت الكثافة السكانية 1,253.9 نسمة لكل ميل مربع (484.1/كم2). وبلغ عدد الوحدات السكنية 190 وحدة بمتوسط كثافة قدره 640.4 نسمة لكل ميل مربع (247.3/كم2).
وتوزع التركيب العرقي للقرية بنسبة 93.55% من البيض و 1.08% من الأمريكيين الأصليين و 1.61% من عرقين مختلطين أو أكثر.
بلغ عدد الأسر 169 أسرة كانت نسبة 23.1% منها لديها أطفال تحت سن الثامنة عشر تعيش معهم، وبلغت نسبة الأزواج القاطنين مع بعضهم البعض 56.8% من أصل المجموع الكلي للأسر، ونسبة 6.5% من الأسر كان لديها معيلات من الإناث دون وجود شريك، وكانت نسبة 34.3% من غير العائلات. تألفت نسبة 30.8% من أصل جميع الأسر من أفراد ونسبة 17.2% كانوا يعيش معهم شخص وحيد يبلغ من العمر 65 عاماً فما فوق. وبلغ متوسط حجم الأسرة المعيشية 2.77، أما متوسط حجم العائلات فبلغ 2.20.
بلغ العمر الوسطي للسكان 47 عاماً. وكانت نسبة 21.0% من القاطنين تحت سن الثامنة عشر، وكانت نسبة 3.8% بين الثامنة عشر والأربعة وعشرون عاماً، ونسبة 22.8% كانت واقعةً في الفئة العمرية ما بين الخامسة والعشرون حتى والأربعة وأربعون عاماً، ونسبة 25.8% كانت ما بين الخامسة والأربعون حتى الرابعة والستون، ونسبة 26.6% كانت ضمن فئة الخامسة والستون عاماً فما فوق. يوجد لكل 100 أنثى 101.1 ذكر، ويوجد لكل 100 أنثى في الثامنة عشر من عمرها فما فوق 94.7 ذكر.
بلغ متوسط دخل الأسرة في القرية 23,036 دولار، أما متوسط دخل العائلة فبلغ 34,063 دولار. وكان متوسط دخل الذكور 24,583 دولار مقابل 17,404 دولار للإناث. وسجل دخل الفرد الخاص بالقرية 14,530 دولار. وكانت نسبة 7.9% من العائلات ونسبة 10.1% من السكان تحت خط الفقر، وكان من هؤلاء نسبة 13.0% تحت سن الثامنة عشر ونسبة 12.4% في الخامسة والستين من العمر وما فوق.

### تعداد عام 2010
بلغ عدد سكان برولي 326 نسمة بحسب تعداد عام 2010، وبلغ عدد الأسر 156 أسرة وعدد العائلات 91 عائلة مقيمة في القرية. في حين سجلت الكثافة السكانية 1,051.6 نسمة لكل ميل مربع (406.0/كم2). وبلغ عدد الوحدات السكنية 185 وحدة بمتوسط كثافة قدره 596.8 لكل ميل مربع (230.4/كم2).
وتوزع التركيب العرقي للقرية بنسبة 98.5% من البيض و 0.3% من الأمريكيين الأفارقة و 0.6% من عرقين مختلطين أو أكثر.
بلغ عدد الأسر 156 أسرة كانت نسبة 21.8% منها لديها أطفال تحت سن الثامنة عشر تعيش معهم، وبلغت نسبة الأزواج القاطنين مع بعضهم البعض 49.4% من أصل المجموع الكلي للأسر، ونسبة 5.1% من الأسر كان لديها معيلات من الإناث دون وجود شريك، بينما كانت نسبة 3.8% من الأسر لديها معيلون من الذكور دون وجود شريكة وكانت نسبة 41.7% من غير العائلات. تألفت نسبة 36.5% من أصل جميع الأسر من أفراد ونسبة 19.9% كانوا يعيش معهم شخص وحيد يبلغ من العمر 65 عاماً فما فوق. وبلغ متوسط حجم الأسرة المعيشية 2.69، أما متوسط حجم العائلات فبلغ 2.09.
بلغ العمر الوسطي للسكان 50 عاماً. وكانت نسبة 18.7% من القاطنين تحت سن الثامنة عشر، وكانت نسبة 4.9% بين الثامنة عشر والأربعة وعشرون عاماً، ونسبة 18.1% كانت واقعةً في الفئة العمرية ما بين الخامسة والعشرون حتى والأربعة وأربعون عاماً، ونسبة 33.4% كانت ما بين الخامسة والأربعون حتى الرابعة والستون، ونسبة 24.8% كانت ضمن فئة الخامسة والستون عاماً فما فوق. وتوزع التركيب الجنسي للسكان بنسبة 50.3% ذكور و49.7% إناث.